# Jüdischer Friedhof (Borger)

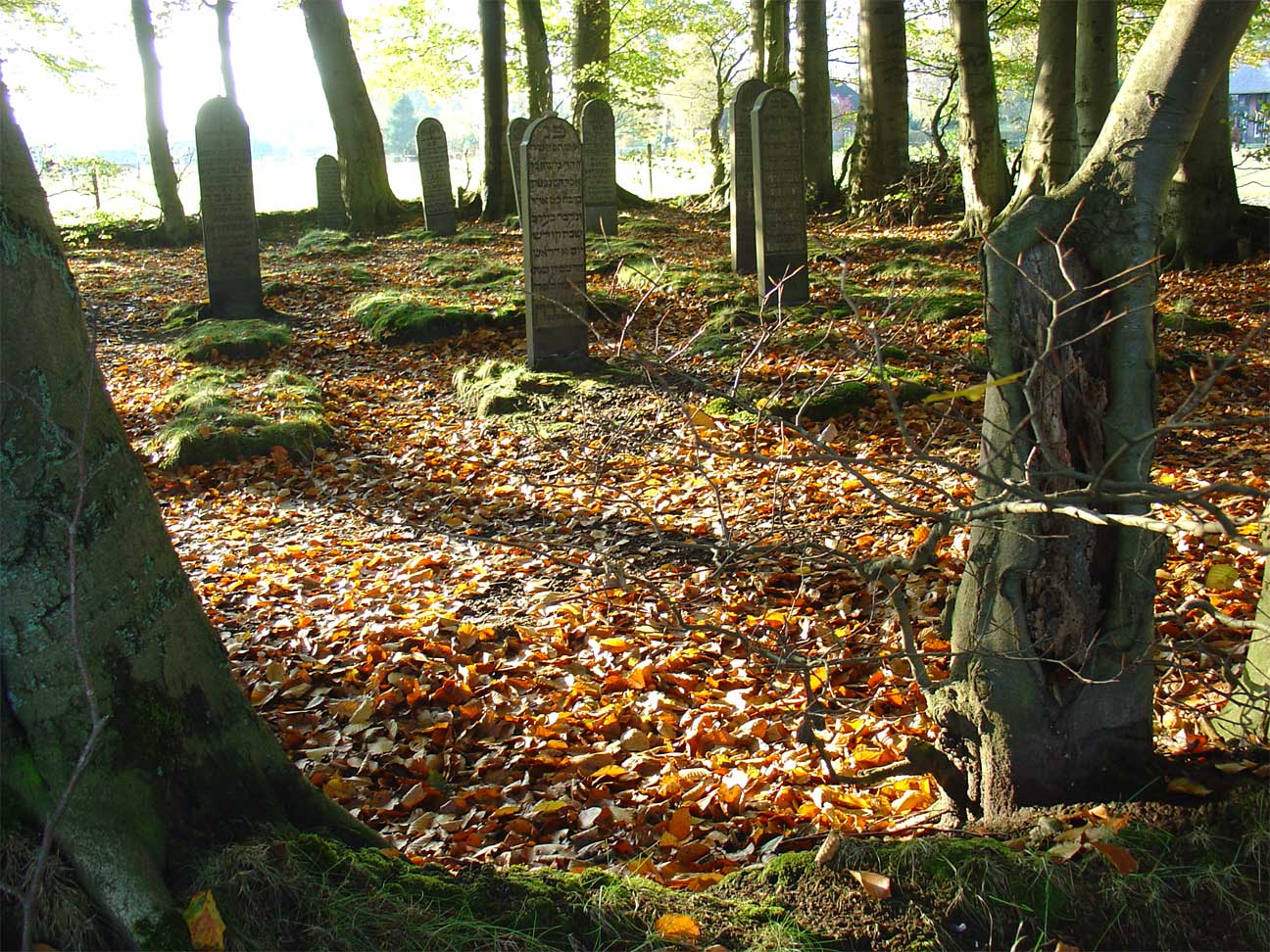
Jüdischer Friedhof in Borger

Der Jüdische Friedhof in Borger, einem Ortsteil der niederländischen Gemeinde Borger-Odoorn in der Provinz Drenthe, wurde 1865 angelegt. Der Jüdische Friedhof befindet sich am  Marslandenweg. Heute sind noch neun Grabsteine auf dem Friedhof erhalten. 